# ألسدير دونكان
ألسدير دونكان (بالإنجليزية: Alasdair Duncan)‏ (22 نوفمبر 1982)؛ روائي أسترالي.